# Afromarengo
Genre
Afromarengo est un genre d'araignées aranéomorphes de la famille des Salticidae.

## Distribution
Les espèces de ce genre se rencontrent en Afrique subsaharienne.

## Liste des espèces
Selon World Spider Catalog (version 21.5, 07/01/2021) :
- Afromarengo coriacea (Simon, 1900)
- Afromarengo ghanaensis Azarkina & Haddad, 2020
- Afromarengo lyrifera (Wanless, 1978)
- Afromarengo ugandensis Azarkina & Haddad, 2020

## Publication originale
- Benjamin, 2004 : « Taxonomic revision and phylogenetic hypothesis for the jumping spider subfamily Ballinae (Araneae, Salticidae). » Zoological Journal of the Linnean Society, vol. 142, no 1, p. 1-82.